# Fuchsova spořitelna
Fuchsova spořitelna je funkcionalistická budova na severozápadním rohu Karlova náměstí v Třebíči. Autory budovy jsou Bohuslav Fuchs, od jeho jména se odvozuje i lidový název budovy, tzv. Fuchsova spořitelna a Jindřich Kumpošt. Tehdejší městská spořitelna v Třebíči byla postavena v roce 1933. Nyní v této budově sídlí Okresní správa sociálního zabezpečení.

## Architektonické řešení

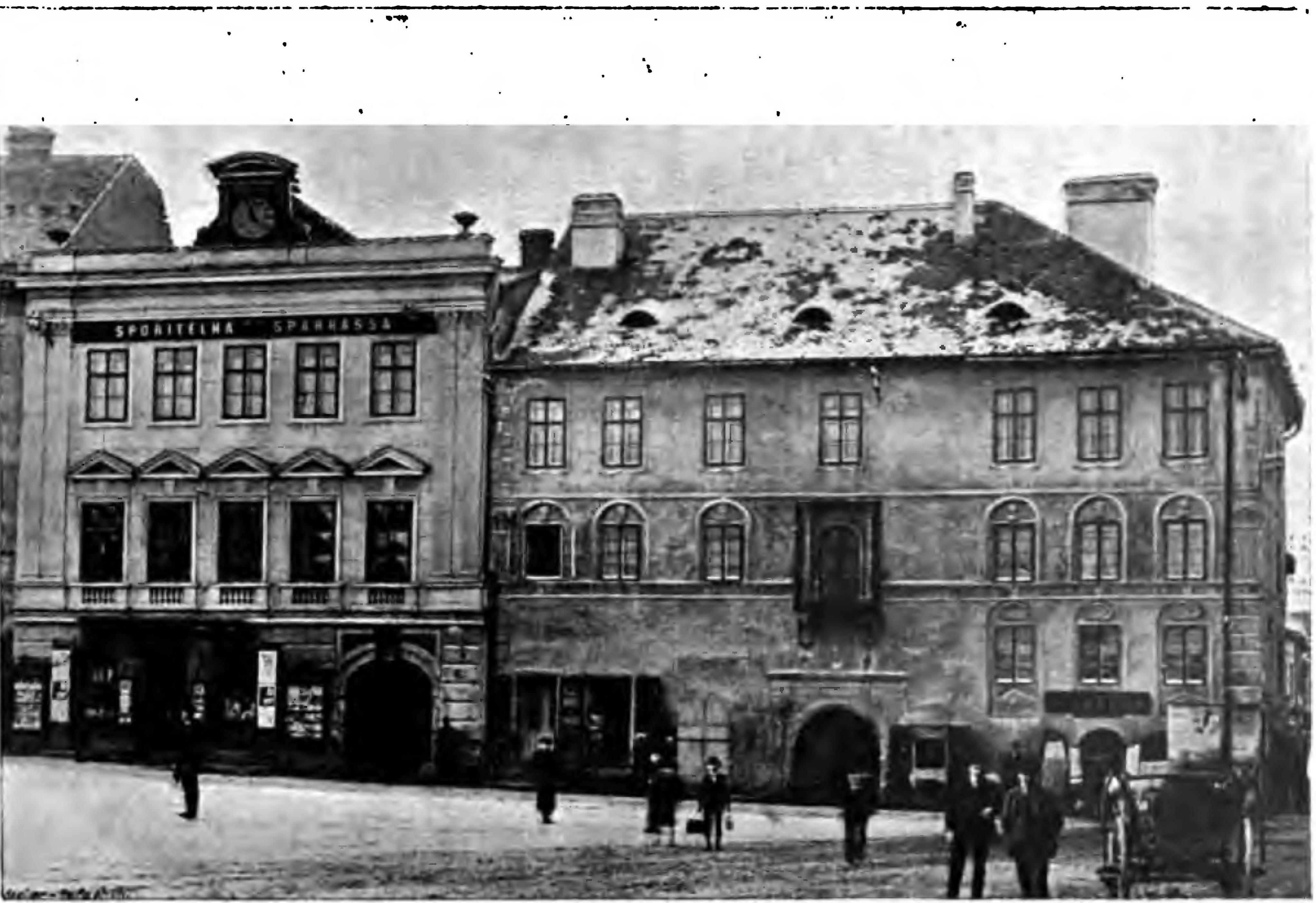
Původní budova, která stála na místě Fuchsovy spořitelny do roku 1933.

Budova byla postavena ve výšce tří pater, aby navazovala na zástavbu ve třicátých letech, sousední budova radnice byla tehdy také třípatrová. V druhé polovině 20. století bylo přistavěno další patro, tak již není linie budov přesná. Také je i na obrázku vidět, že poslední patro je lehce ustoupeno dozadu, důvodem opět bylo citlivé vestavění do zástavby.